# León Viejo
León Viejo (šp. za „Stari Leon”) je mjesto na kojemu je izvorno osnovan grad León; danas naselje Puerto Momotombo u općini La Paz Centro departmanu León (Nikaragva). Smješteno je na obali jezera manague ( poznato i kao jezero Xolotlán), nasuprot vulkana Momotombo. 
Njegove ruševine su upisane na UNESCO-ov popis mjesta svjetske baštine u Sjevernoj Americi 2000. godine jer je "jedno od najstarijih kolonijalnih naselja u Americi koje je sačuvalo svoj izvorni oblik koji svjedoči o društvenom i gospodarskom obrascu Španjolskog kolonijalnog carstva u 16. stoljeću". 
Iako arheološka istraživanja još uvijek nisu provedena, Španjolski osvajači su zabilježili kako je ovo područje bilo gusto naseljeno. U nekoliko naselja je živjelo oko 15.000 stanovnika, uglavnom Chorotega indijanci, poljoprivrednici koji su birali svoje vijeće staraca.
Grad je osnovao španjolski konkvistador Francisco Hernández de Córdoba 15. lipnja 1524. godine kao upravno središte osvojenog područja koje se prostiralo od jezera Managua (tada poznato kao jezero León) do zaljeva Fonseca i rudarskog područja Olancho, te do Aguána na Karipskoj obali. Samo dvije godine kasnije na njegovom trgu glavu Hernándeza de Córdobe je odsjekao njegov zapovjednik, Pedro Arias Dávila, zbog navodne pobune koju je poticao Hernán Cortés. God. 1528. Pedro Arias Dávila se doselio u León kao guverner Nikaragve i njegovu vladavinu je obilježilo strašna depopulacija indijanskog stanovništva koje je ili pomrlo od gladi ili je prodano u roblje u Panamu i Peru. U isto vrijeme osnovan je samostan i kovaonica novca, čime je Nikaragva dobila i drugi izvor prihoda, osim prodaje robova. Tijekom 86 godina postojanja grada, njegova kratka povijest je obilježena krajnjim nasiljem prema indijanskom stanovništvu.
Iako je bio pokrajinskom prijestolnicom, njegove zgrade nisu nikada bile raskošne i uglavnom su bile od materijala koje su koristili indijanci: drvo, bambus, blato, u obliku indijanskih baraka, tzv. mezquinas (glavne kolibe). Jedine raskošnije građevine bile su crkva, samostani, guvernerova i nekoliko kuća bogatijih stanovnika.
León je doživio vrhunac 1545. godine, tijekom vladavine guvernera Rodriga de Contrerasa, kada je u njemu, i njegovoj okolici, živjelo oko 15.000 stanovnika, od čega oko 200 Španjolaca. Nakon ubojstva biskupa Antonia de Valdiviesa 1550. godine, grad je zapao u prirodne i gospodarske probleme, za koje se vjerovalo kako su kletva zbog ubojstva biskupa. Nakon erupcije obližnjeg vulkana Momotombo 1578. godine, ali i inflacije koja je potjerala bogatije stanovnike, do 1603. godine u gradu je ostalo tek desetak domaćinstava. Nakon što je katastrofalan potres 11. siječnja 1610. srušio grad, odlučeno je da se grad preseli 30 km zapadnije u naselje Subtiava koja je današnji grad León. León Viejo je sljedećih godina korišten samo kao izvor građe za novu prijestolnicu Nikaragve.
God. 1968. je otkriveno nekoliko značajnijih građevina poput katedrale koja je imala oltar uzvišen s nekoliko stuba, samostan La Merced s pet soba okruženih zidom i izravno spojenim s crkvom, te Kraljevskom ljevaonicom koja je bila najveća građevina u gradu s 11 soba.
Danas se ovo mjesto smatra za najbolji izvor podataka o prvim kontaktima Španjolaca i indijanaca, njihovoj interakciji i utjecajima. Njegovo groblje je izvor podataka o prehrani stanovnika, ali i bolestima koje su donijeli osvajači. Ovi podaci bi se mogli iskoristiti za uspostavu kronološke povijesti koja bi povezala ovaj lokalitet s drugim mjestima u Nikaragvi i susjedstvu.

## Vanjske poveznice
- Sitio Arqueológico de León Viejo  Arhivirana inačica izvorne stranice od 4. ožujka 2016. (Wayback Machine) (šp.)
- León Viejo, Primera Capital de Nicaragüa (šp.)
- Visitando Las Ruinas de León Viejo  Arhivirana inačica izvorne stranice od 22. ožujka 2016. (Wayback Machine) (šp.) (engl.)